# Michel Leblond
Michel Leblond (* 10. Mai 1932 in Reims; † 17. Dezember 2009 ebenda) war ein französischer Fußballspieler.

## Die Vereinskarriere
Michel Leblond gehörte mehr als ein Jahrzehnt zu Stade de Reims, dem seinerzeitigen Flaggschiff des französischen und europäischen Fußballs, aus dessen Jugend er stammte. Schon 1950 wurde er als bester Nachwuchsspieler des Landes ausgezeichnet, aber sein Trainer Albert Batteux baute den Halbstürmer behutsam auf: seine ersten Einsätze in der Division 1 absolvierte er in der Spielzeit 1949/50, zum unumstrittenen Stammspieler wurde er erst 1953/54. Zu diesem Zeitpunkt war er aber sowohl schon französischer Meister als auch Pokalsieger geworden. 1954 wurde Leblond auch erstmals in die A-Nationalelf berufen, nachdem er 1952 bereits am olympischen Fußballturnier teilgenommen hatte.
Neben seinen bekannteren Mitspielern wie Kopa, Fontaine, Marche oder Piantoni entwickelte sich der junge Reimser zu einer unverzichtbaren Stütze im Konzept seines Trainers. Zwar war er eher Spielgestalter als Goalgetter, dabei aber eine zuverlässige Größe und auch immer für einen Treffer gut. 1956 und 1959 erreichte er mit Stade das Europapokalendspiel, erzielte bei dessen erster Auflage auch ein Tor beim 3:4 gegen Real Madrid.
Ab 1958 setzte ihn Trainer Batteux als linker Läufer ein, und Michel Leblond bildete zusammen mit Armand Penverne und Robert Jonquet eine Läuferreihe der Extraklasse. Am Ende der Saison 1960/61, nach 271 Erstliga-, 18 Europapokal- und vier Länderspielen, beendete er seine Karriere in seiner Geburtsstadt, nicht ohne seinen frühen Titeln drei weitere in der Meisterschaft und einen zweiten Pokalsieg hinzugefügt zu haben, und wechselte zu Racing Strasbourg, für das er noch bis 1964 in der höchsten Spielklasse antrat.

### Stationen
- Stade de Reims (schon in der Jugend; bei den Profis von 1949 bis 1961)
- RC Strasbourg (1961–1964)

## Der Nationalspieler
Zwischen Mai 1954 und Oktober 1957 bestritt Leblond vier Spiele für die Französische Fußballnationalmannschaft und erzielte dabei ein Tor. Er gehörte 1954 zum Aufgebot der Équipe Tricolore bei der WM in der Schweiz, kam allerdings dort nicht zum Einsatz.

## Leben nach dem Fußball
Wie etliche seiner Reimser Mitspieler wurde er von Raymond Kopa beim Aufbau der französischen Vertriebsorganisation des Sportartikelherstellers Adidas eingesetzt; 1964 übernahm er von Just Fontaine deren Vertretung für das östliche Frankreich. Michel Leblond lebte bis zu seinem Tod im 78. Lebensjahr in der Umgebung von Reims.

## Palmarès
- Französischer Meister 1953, 1955, 1958, 1960
- Französischer Pokalsieger 1950, 1958
- Gewinner der Coupe Charles Drago: 1954
- Europapokal der Landesmeister Finalist 1956, 1959
- 370 Einsätze und 33 Tore in der D1 (271/30 für Reims, 99/3 für Strasbourg)
- 4 A-Länderspiele, 1 Tor